# Stereohypnum afroelegantulum
Stereohypnum afroelegantulum là một loài Rêu trong họ Hypnaceae. Loài này được (Broth.) M. Fleisch. mô tả khoa học đầu tiên năm 1908.